# Phelotrupes substriatellus
Phelotrupes substriatellus är en skalbaggsart som beskrevs av Leon Fairmaire 1897. Phelotrupes substriatellus ingår i släktet Phelotrupes och familjen tordyvlar. Inga underarter finns listade i Catalogue of Life.